# قاعدة الذهب

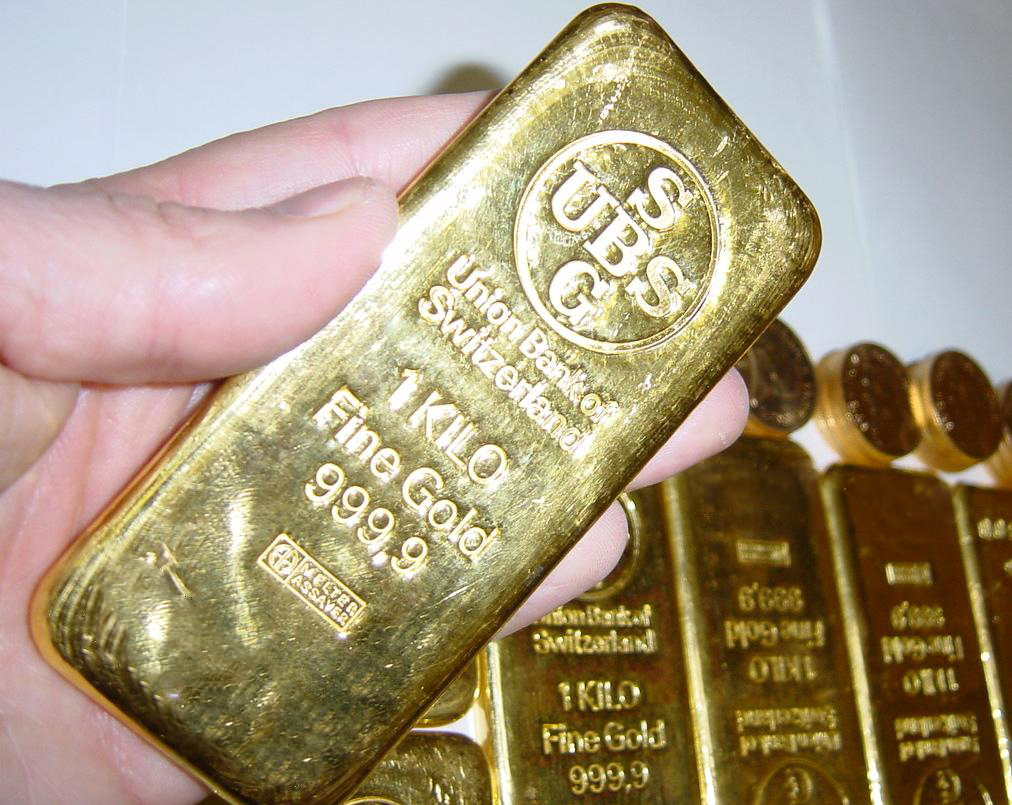
بموجب قاعدة الذهب الدولية يمكن تحويل الأوراق النقدية لكميات محددة سلفا من الذهب.

قاعدة الذهب أو عيار الذهب نظام الذهب الدولي، وهو نظام مالي يستعمل فيه الذهب كقاعدة لتحديد قيمة العملة الورقية، وكان بناءً على هذا النظام تُقَيَّمُ عملةُ بلدٍ مَا، ويقوم البلد الذي يتبنى هذا النظام بتحويل أي عملة لديه إلى ذهب بعدما يوافق على اعتماد أسعار ثابتة لبيع وشراء الذهب.
وقد كانت المملكة المتحدة أول بلد يتبنى قاعدة الذهب وذلك في عام 1821م، ثم تبعتها بعد ذلك كثير من الدول الغربية، ومنذ عام 1930م تناقص دور الذهب في أنظمة النقد العالمية، واختفى تأثيره في أواخر سبعينيات القرن العشرين. حيث اِسْتُبْدِلَ بنظامٍ آخرٍ يُسَمَّى التثبيت، تكمن فوائد نظام قاعدة الذهب في أنه يكبح التضخم، ويقلل الإنفاق الحكومي، ثم أنه يثبت أسعار العملات بين الدول التي تتبعه كنظام لتقييم عملاتها.
ولقد اتبعت الولايات المتحدة الأمريكية في عام 1934 نوعا من نظام السبائك الذهبية أوقفت على أثره حرية السَّكِ لمعدن الذهب ومنعت تداول القطع الذهبية، ولكن سُمِحَ بموجب هذا النظام الحصول على سبائك ذهبية لأغراض الصناعة وتسوية المبادلات الخارجية، ولكن لم يُكْتَبُ النَّجاح لهذا النظام مدةً طويلةً بسبب أَنَّ بعض المكتنزين للذهب في الخارج كانوا مستعدين لشراء سبائك الذهب وإيداعها لحسابهم في المصارف بينما أمكن للمتعاملين الكبار أن يجزئوا السبائك الذهبية الكبيرة المسموح بشرائها وأعادوا بيعها إلى صغار المكتنزين مما أدى إلى تسرب الذهب وعدم استعماله بالتالي لأغراض التجارة الخارجية.
ومنذ إلغاء قاعدة الذهب من على عملة الدولار الأمريكي، اختفى (النقد المعدني) وأصبحت المعاملات بما يسمى (العملة الورقية) المطبوعة مبنية على مفاهيم أخرى.